# Sri-lankische Frauen-Cricket-Nationalmannschaft gegen Pakistan in der Saison 2014/15
Die Tour der sri-lankischen Frauen-Cricket-Nationalmannschaft gegen Pakistan in der Saison 2014/15 fand vom 9. bis zum 17. Januar 2015 statt. Die internationale Cricket-Tour war Bestandteil der Internationalen Cricket-Saison 2014/15 und umfasste drei WODIs und drei WTwenty20s. Pakistan gewann die die WODI-Serie 3–0, Sri Lanka die WTwenty20-Serie 2–1.

## Vorgeschichte
Sri Lanka bestritt zuvor eine Tour gegen Südafrika, für Pakistan war es die erste Tour der Saison. Das letzte Aufeinandertreffen der beiden Mannschaften bei einer Tour fand in der Saison 2001/02 in Sri Lanka statt.

## Stadien
Die folgenden Stadien wurden für die Tour als Austragungsort vorgesehen.
| Stadion                             | Stadt   | Kapazität | Spiele                     |
| ----------------------------------- | ------- | --------- | -------------------------- |
| Sharjah Cricket Association Stadium | Sharjah | 27.000    | 1. – 3. WODI; 1. – 3. WT20 |

## Kaderlisten
Sri Lanka und Pakistan benannten ihre Kader am 17. Dezember 2014.
| WODI | WODI | WTwenty20 | WTwenty20 |
| Pakistan | Sri Lanka | Pakistan | Sri Lanka |
| --- | --- | --- | --- |
| - Sana Mir (K) - Asmavia Iqbal - Bismah Maroof - Iram Javed - Javeria Khan - Kainat Imtiaz - Main Abidi - Marina Iqbal - Nahida Khan - Naila Nazir - Nida Dar - Qanita Jalil - Sadia Yousuf - Sania Khan - Sidra Nawaz (wk) - Sumaiya Siddiqi | - Chamari Athapaththu (K) - Hasini Perera (VK) - Chathurani Gunawardene - Ama Kanchana - Sugandika Kumari - Eshani Lokusuriyage - Lasanthi Madushani - Dilani Manodara (wk) - Chamari Polgampola - Udeshika Prabodhani - Inoka Ranaweera - Maduri Samuddika - Shashikala Siriwardene - Prasadani Weerakkody - Sripali Weerakkody | - Sana Mir (K) - Asmavia Iqbal - Bismah Maroof - Iram Javed - Javeria Khan - Kainat Imtiaz - Main Abidi - Marina Iqbal - Nahida Khan - Naila Nazir - Nida Dar - Qanita Jalil - Sadia Yousuf - Sania Khan - Sidra Nawaz (wk) - Sumaiya Siddiqi | - Chamari Athapaththu (K) - Hasini Perera (VK) - Chathurani Gunawardene - Ama Kanchana - Sugandika Kumari - Eshani Lokusuriyage - Lasanthi Madushani - Dilani Manodara (wk) - Chamari Polgampola - Udeshika Prabodhani - Inoka Ranaweera - Maduri Samuddika - Shashikala Siriwardene - Prasadani Weerakkody - Sripali Weerakkody |

## Women’s One-Day Internationals

### Erstes WODI in Sharjah
| 9. Januar Scorecard | Sharjah | Sri Lanka 178-8 (40.1)         | – | Pakistan 180-5 (48.4) |
|                     |         | Pakistan gewinnt mit 5 Wickets |   |                       |

Sri Lanka gewann den Münzwurf und entschied sich als Schlagmannschaft zu beginnen. Als Spielerin des Spiels wurde Marina Iqbal ausgezeichnet.

### Zweites WODI in Sharjah
| 11. Januar Scorecard | Sharjah | Pakistan 138-9 (50)          | – | Sri Lanka 126 (45.1) |
|                      |         | Pakistan gewinnt mit 12 Runs |   |                      |

Pakistan gewann den Münzwurf und entschied sich als Schlagmannschaft zu beginnen. Als Spielerin des Spiels wurde Sana Mir ausgezeichnet.

### Drittes WODI in Sharjah
| 13. Januar Scorecard | Sharjah | Sri Lanka 242-5 (50)           | – | Pakistan 245-3 (47.2) |
|                      |         | Pakistan gewinnt mit 7 Wickets |   |                       |

Sri Lanka gewann den Münzwurf und entschied sich als Schlagmannschaft zu beginnen. Als Spielerin des Spiels wurde Javeria Khan ausgezeichnet.

## Women’s Twenty20 Internationals

### Erstes WTwenty20 in Sharjah
| 15. Januar Scorecard | Sharjah | Sri Lanka 151-5 (20)         | – | Pakistan 143-8 (20) |
|                      |         | Sri lanka gewinnt mit 8 Runs |   |                     |

Sri Lanka gewann den Münzwurf und entschied sich als Schlagmannschaft zu beginnen. Als Spielerin des Spiels wurde Javeria Khan ausgezeichnet.

### Zweites WTwenty20 in Sharjah
| 16. Januar Scorecard | Sharjah | Pakistan 124-6 (20)          | – | Sri Lanka 69 (15.3) |
|                      |         | Pakistan gewinnt mit 55 Runs |   |                     |

Pakistan gewann den Münzwurf und entschied sich als Schlagmannschaft zu beginnen. Als Spielerin des Spiels wurde Sana Mir ausgezeichnet.

### Drittes WTwenty20 in Sharjah
| 17. Januar Scorecard | Sharjah | Pakistan 110-9 (20)             | – | Sri Lanka 112-5 (17.5) |
|                      |         | Sri Lanka gewinnt mit 5 Wickets |   |                        |

Pakistan gewann den Münzwurf und entschied sich als Schlagmannschaft zu beginnen. Als Spielerin des Spiels wurde Chamari Atapattu ausgezeichnet.

## Auszeichnungen

### Player of the Match
Als Player of the Match wurden die folgenden Spielerinnen ausgezeichnet.
| Spiel   | Player of the Match |
| ------- | ------------------- |
| 1. WODI | Marina Iqbal        |
| 2. WODI | Sana Mir            |
| 3. WODI | Javeria Khan        |
| 1. WT20 | –                   |
| 2. WT20 | Sana Mir            |
| 3. WT20 | Chamari Atapattu    |

## Statistiken

### WODIs
Die folgenden Cricketstatistiken wurden bei dieser Tour erzielt.
| WODIs                  | WODIs      | WODIs   | WODIs   | WODIs   | WODIs   | WODIs   | WODIs   | WODIs   |
| Batting                | Batting    | Batting | Batting | Batting | Batting | Batting | Batting | Batting |
| Spieler                | Mannschaft | Spiele  | Innings | Runs    | Average | HS      | 100s    | 50s     |
| ---------------------- | ---------- | ------- | ------- | ------- | ------- | ------- | ------- | ------- |
| Javeria Khan           | Pakistan   | 3       | 3       | 164     | 82,00   | 133*    | 1       | 0       |
| Chamari Athapaththu    | Sri Lanka  | 3       | 3       | 159     | 53,00   | 99      | 0       | 1       |
| Sana Mir               | Pakistan   | 3       | 3       | 96      | 48,00   | 51*     | 0       | 1       |
| Marina Iqbal           | Pakistan   | 3       | 3       | 95      | 31,66   | 69      | 0       | 1       |
| Dilani Manodara        | Sri Lanka  | 3       | 3       | 88      | 29,33   | 43      | 0       | 0       |
| Bowling                |            |         |         |         |         |         |         |         |
| Spieler                | Mannschaft | Spiele  | Overs   | Wickets | Average | BBI     | 5W      | 10W     |
| Sana Mir               | Pakistan   | 3       | 29.0    | 6       | 16,66   | 2/22    | 0       | 0       |
| Sadia Yousuf           | Pakistan   | 3       | 25.1    | 5       | 17,80   | 3/28    | 0       | 0       |
| Bismah Maroof          | Pakistan   | 3       | 16.0    | 4       | 13,75   | 3/14    | 0       | 0       |
| Shashikala Siriwardene | Sri Lanka  | 3       | 26.0    | 4       | 22,00   | 2/33    | 0       | 0       |
| Inoka Ranaweera        | Sri Lanka  | 3       | 28.2    | 4       | 25,00   | 3/28    | 0       | 0       |

### WTwenty20s
| WTwenty20s             | WTwenty20s | WTwenty20s | WTwenty20s | WTwenty20s | WTwenty20s | WTwenty20s | WTwenty20s | WTwenty20s |
| Batting                | Batting    | Batting    | Batting    | Batting    | Batting    | Batting    | Batting    | Batting    |
| Spieler                | Mannschaft | Spiele     | Innings    | Runs       | Average    | HS         | 100s       | 50s        |
| ---------------------- | ---------- | ---------- | ---------- | ---------- | ---------- | ---------- | ---------- | ---------- |
| Bismah Maroof          | Pakistan   | 3          | 3          | 103        | 51,50      | 50*        | 0          | 1          |
| Chamari Athapaththu    | Sri Lanka  | 3          | 3          | 80         | 26,66      | 44         | 0          | 0          |
| Dilani Manodara        | Sri Lanka  | 3          | 3          | 73         | 36,50      | 50*        | 0          | 1          |
| Sana Mir               | Pakistan   | 3          | 3          | 68         | 34,00      | 48*        | 0          | 0          |
| Javeria Khan           | Pakistan   | 3          | 3          | 66         | 22,00      | 40         | 0          | 0          |
| Bowling                |            |            |            |            |            |            |            |            |
| Spieler                | Mannschaft | Spiele     | Overs      | Wickets    | Average    | BBI        | 5W         | 10W        |
| Inoka Ranaweera        | Sri Lanka  | 3          | 3          | 6          | 9,50       | 2/15       | 0          | 0          |
| Sana Mir               | Pakistan   | 3          | 3          | 5          | 10,60      | 4/14       | 0          | 0          |
| Bismah Maroof          | Pakistan   | 3          | 3          | 4          | 11,75      | 2/4        | 0          | 0          |
| Sania Khan             | Pakistan   | 3          | 3          | 3          | 14,00      | 2/27       | 0          | 0          |
| Nida Dar               | Pakistan   | 3          | 3          | 3          | 18,33      | 2/20       | 0          | 0          |
| Maduri Samuddika       | Sri Lanka  | 3          | 3          | 3          | 23,66      | 3/25       | 0          | 0          |
| Chathurani Gunawardene | Sri Lanka  | 3          | 3          | 3          | 26,00      | 2/25       | 0          | 0          |